# Nadroga FC
Nadroga FC este un club de fotbal din Fiji, înființat în anul 1938, președintele fiind atunci Dildar Masih.

## Lotul actual
| Nr. |      | Poziție | Jucător          |
| --- | ---- | ------- | ---------------- |
|     | Fiji | P       | Thomas Coster    |
|     | Fiji | P       | Shelton Watkins  |
|     | Fiji | P       | Shivan Kumar     |
|     | Fiji | F       | Luke Rawadamu    |
|     | Fiji | F       | Vinit Singh      |
|     | Fiji | F       | Watisoni Kamoka  |
|     | Fiji | F       | Orisi Vunisia    |
|     | Fiji | F       | Saula Bete       |
|     | Fiji | F       | Sanaila Cava     |
|     | Fiji | F       | Samuela Tukunano |
|     | Fiji | F       | Peni Finau       |
|     | Fiji | M       | John Rounds Jr.  |

| Nr. |      | Poziție | Jucător              |
| --- | ---- | ------- | -------------------- |
|     | Fiji | M       | Asneel Dutt          |
|     | Fiji | M       | Tauyasa Vakarua      |
|     | Fiji | M       | Leone Vurukania      |
|     | Fiji | M       | Ronald Lawrence      |
|     | Fiji | M       | Elvin Parmend Prasad |
|     | Fiji | M       | Joseph Elder         |
|     | Fiji | A       | Alipate Tomu         |
|     | Fiji | A       | Tomasi VukiVuki      |
|     | Fiji | A       | Ravuama Vaigi        |
|     | Fiji | A       | Timoci Matanitu      |
|     | Fiji | A       | Sakeo Taganeca       |